# Mazzano
Mazzano là một đô thị thuộc tỉnh Brescia trong vùng Lombardia ở Ý. Đô thị này có diện tích 15,7 km², dân số 10.350 người.
Đô thị này có các làng sau: Ciliverghe, Mazzano, Molinetto.
Đô thị này giáp với các đô thị sau: Bedizzole, Calcinato, Castenedolo, Nuvolera, Rezzato.